# Euproctis chrysorrhoea
Euproctis chrysorrhoea és una espècie de lepidòpter ditrisi de la família dels erèbids (Erebidae), subfamília Lymantriinae.

## Distribució
Es distribueix per tot Europa. Es troba a Amèrica del Nord, només a la costa de Maine i Cape Cod, on es considera una espècie invasora que va arribar als EUA a la dècada del 1890 en plantes de vivers procedents d'Europa.

## Biologia
Aquesta espècies univoltina s'alimenta de 26 gèneres d'arbres no resinosos i arbustos pertanyents a 13 famílies diferents. Tenint en compte que no és habitual que un insecte s'alimenti dels membres pertanyents a més de dues famílies diferents, la polifàgia d'aquesta plaga és notable. Juntament amb la seva tendència a aconseguir densitats de brots fa d'aquesta espècie una plaga important dels boscos de fusta dura, si bé també pot atacar arbres fruiters i ornamentals.
Les ales d'aquesta espècie són blanques, igual que el cos, excepte un floc de pèls marrons al final de l'abdomen. La coloració marronosa s'estén al llarg de la majoria del dors de l'abdomen del mascle; mentre que en la femella és blanc, si bé el floc de pèls marrons és molt més gran. Fa 36-42 mm d'envergadura alar. Els adults volen de nit i són atrets per la llum.
La larva és de color marró amb marques vermelles i blanques i és molt peluda. Aquests pèls proporcionen protecció per a aquesta espècie al llarg del seu cicle de vida: la larva n'incorpora una mica en el capoll dins del qual es converteix en pupa; l'emergent femella adulta en guarda alguns en la seva cua i els utilitza per camuflar i protegir els ous a mesura que els va ponent.
L'espècie hiberna com a larva jove i passa l'hivern en comunitat dins d'una xarxa de seda. La fase larvària dura 10 mesos. La fenologia d'aquesta plaga es pot resumir de la següent manera:
(I) Les larves emergeixen i s'alimenten de forma gregària a l'agost després de tres setmanes d'incubació dels ous.
(II) Les larves construeixen nius comunals a la tardor, a l'interior dels quals passen l'hivern.
(III) Les larves són gregàries i poden tornar a alimentar-se a principis d'abril sincronitzant amb el creixement dels brots; encara utilitzen el niu d'hivern com el seu lloc de descans.
(IV) Les larves es dispersen quan arriben al darrer estadi; les colònies se separen i les larves comencen a alimentar-se de forma independent. Les larves es transformen en crisàlides al juny després de sis a vuit estadis. Els imagos apareixen al voltant d'un mes més tard; no s'alimenten, tenen una vida útil curta i ponen els ous a finals de juliol i principis d'agost.

## Plantes alimentàries enregistrades
- Acacia
- Acer - Auró
- Arbutus
- Amelanchier
- Arctium
- Betula - Bedoll
- Carya
- Castanea - Castanyer
- Chaenomeles
- Crataegus
- Cydonia - Codonyer
- Fagus - Faig
- Forsythia
- Fragaria - Maduixera
- Fraxinus - Freixe
- Geranium
- Gossypium
- Hippophae
- Juglans - Noguer
- Malus - Pomera
- Myrica
- Parthenocissus
- Plantago - Plantatge
- Populus - Pollancre
- Prunus
- Pyrus - Perer
- Quercus - Roure
- Rheum - Ruibarbre
- Ribes
- Robinia
- Rosa - Roser
- Rubus
- Rumex
- Salix - Salze
- Sambucus
- Sorbus
- Spiraea
- Tilia - Til·ler
- Trifolium - Trèvol
- Ulmus - Om
- Viburnum
- Vitis - Vinya
- Weigela
- Wisteria

## Galeria

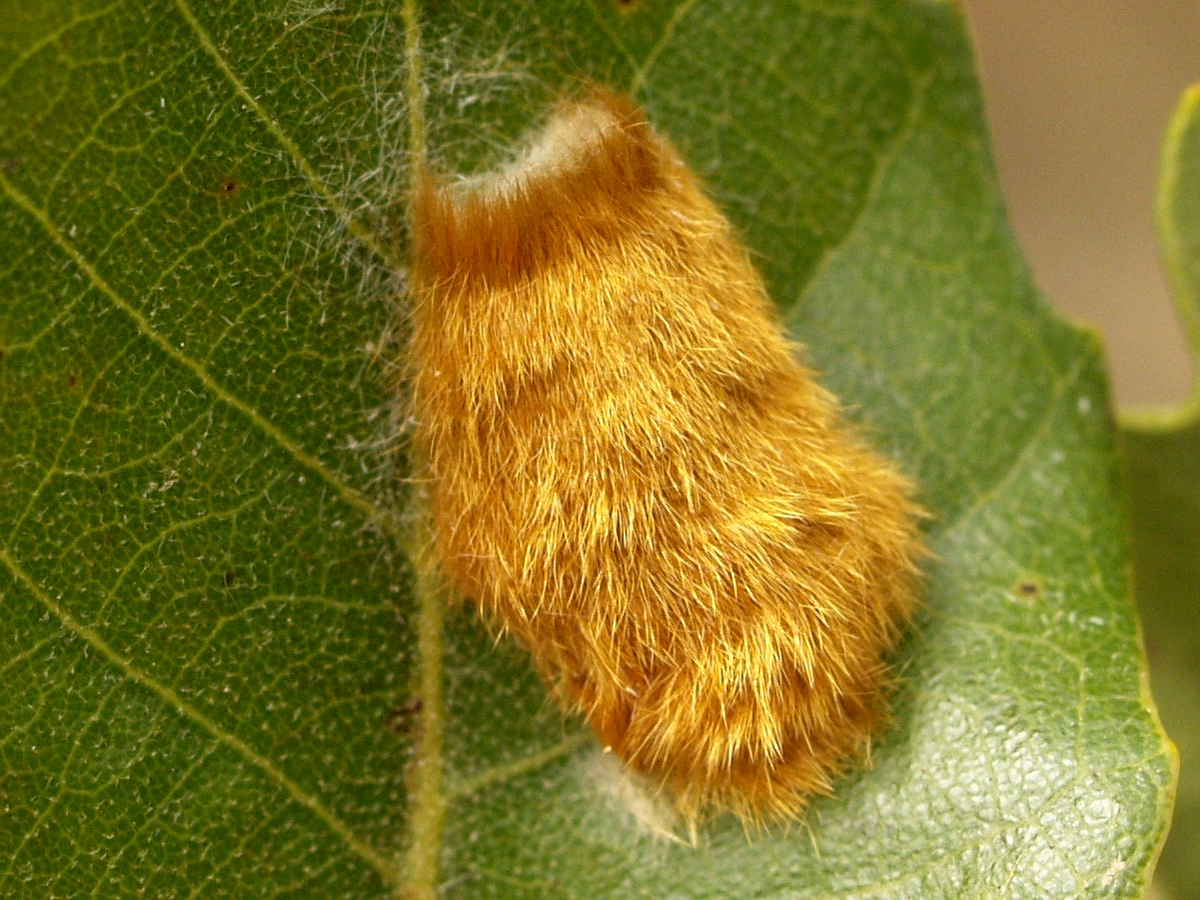
Posta d'Euproctis sp.
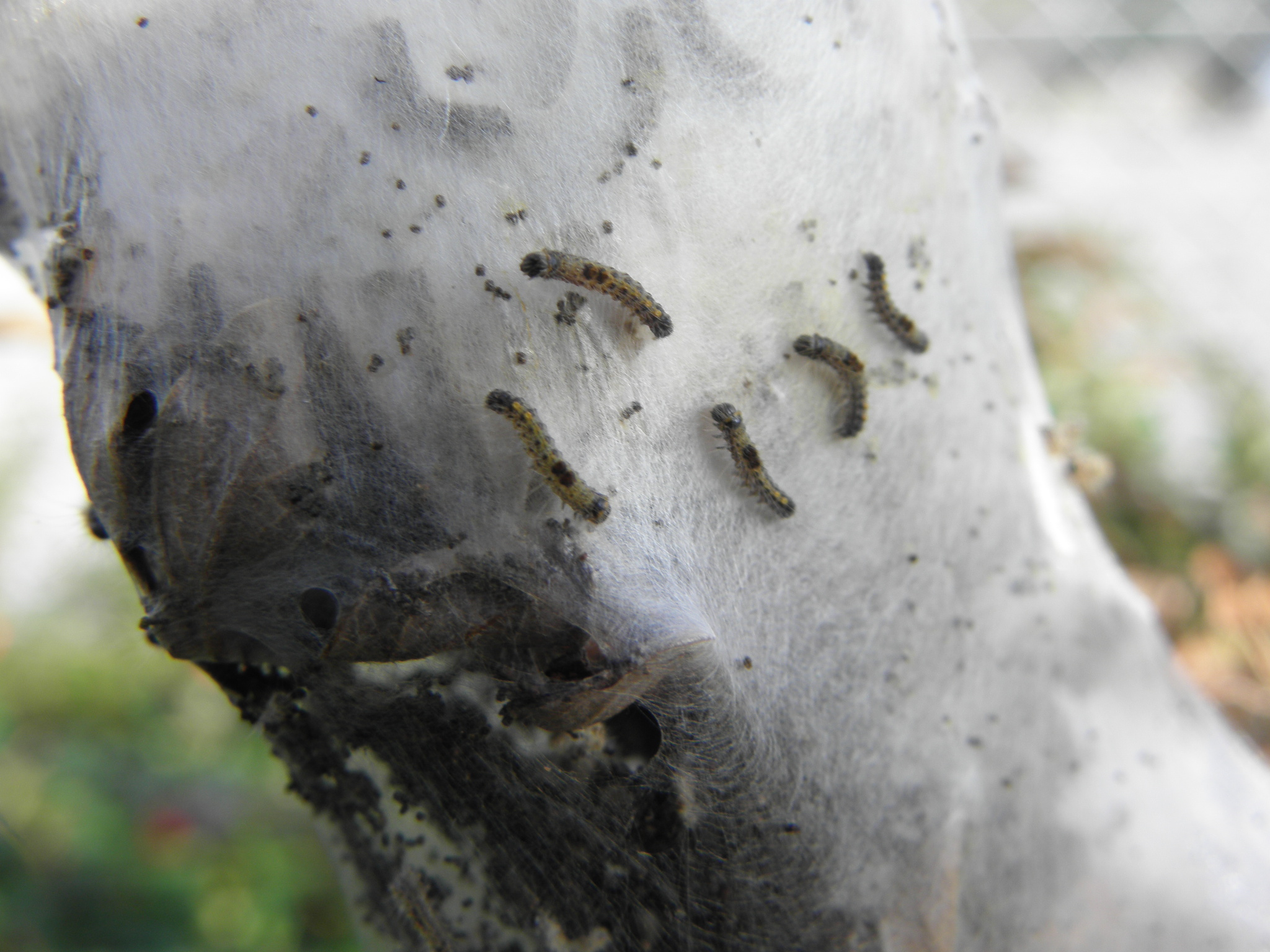
Niu amb larves d'Euproctis chrysorrhoea
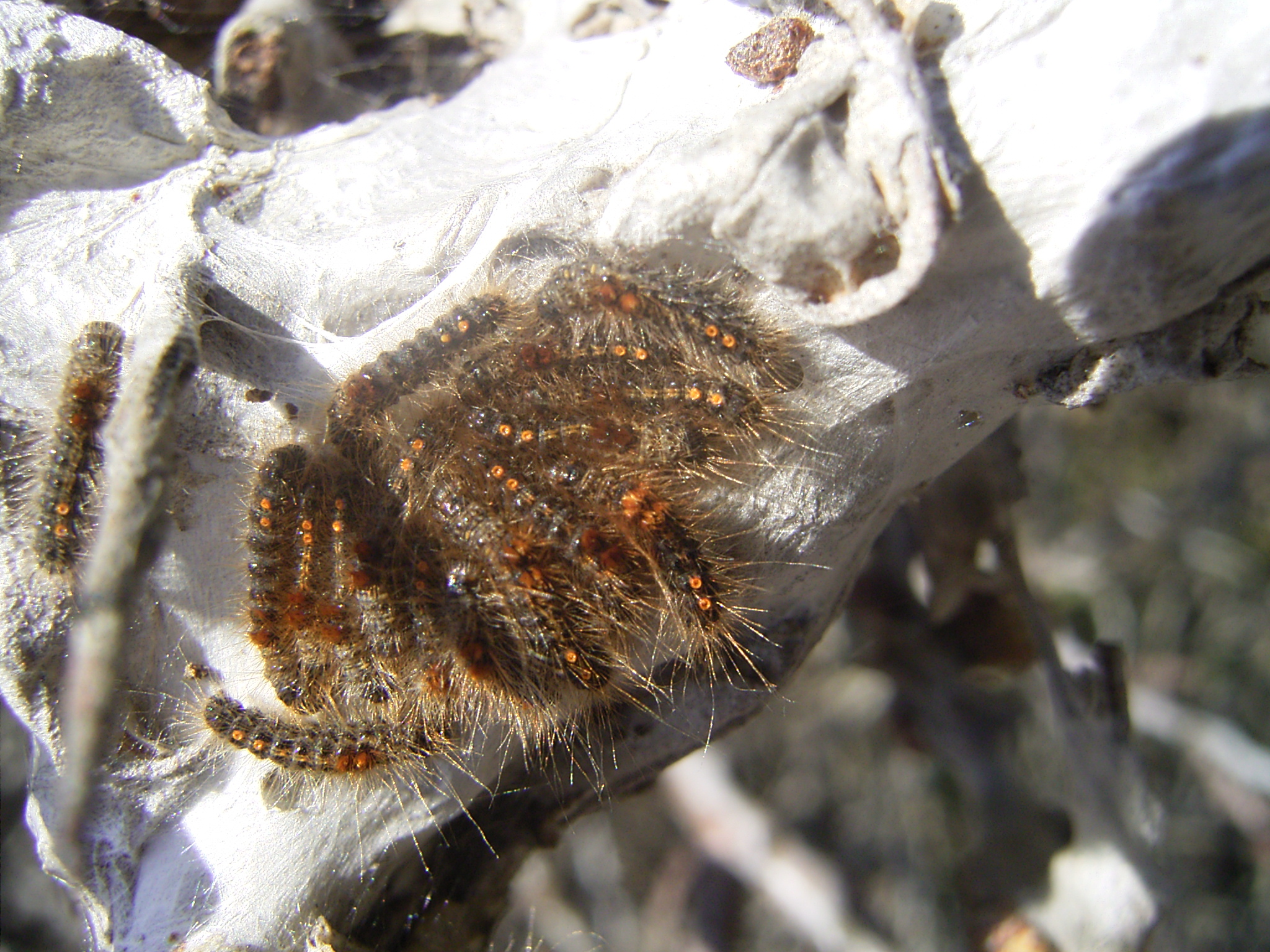
Larves d'Euproctis chrysorrhoea
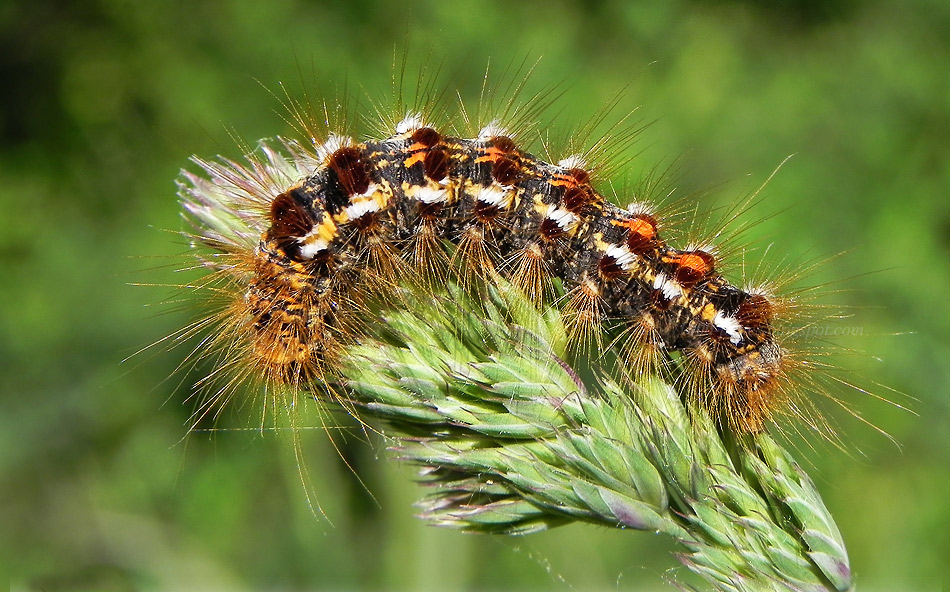
Larva d'Euproctis chrysorrhoea
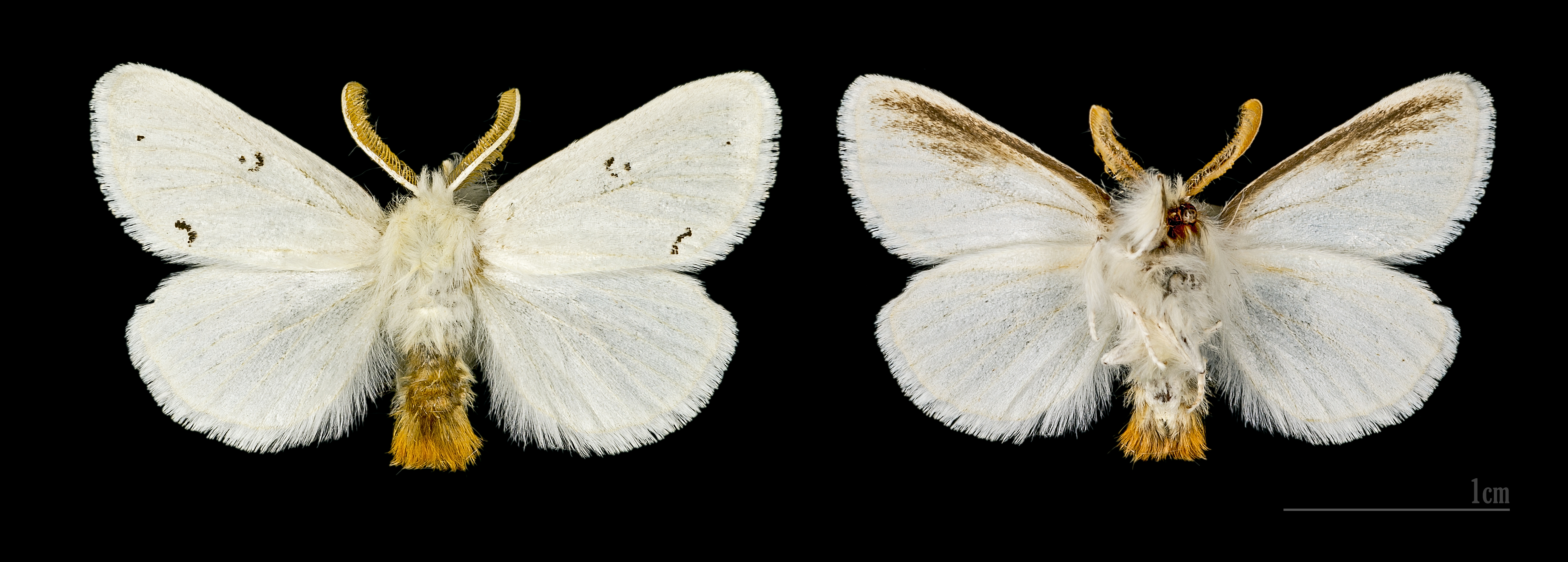
Mascle
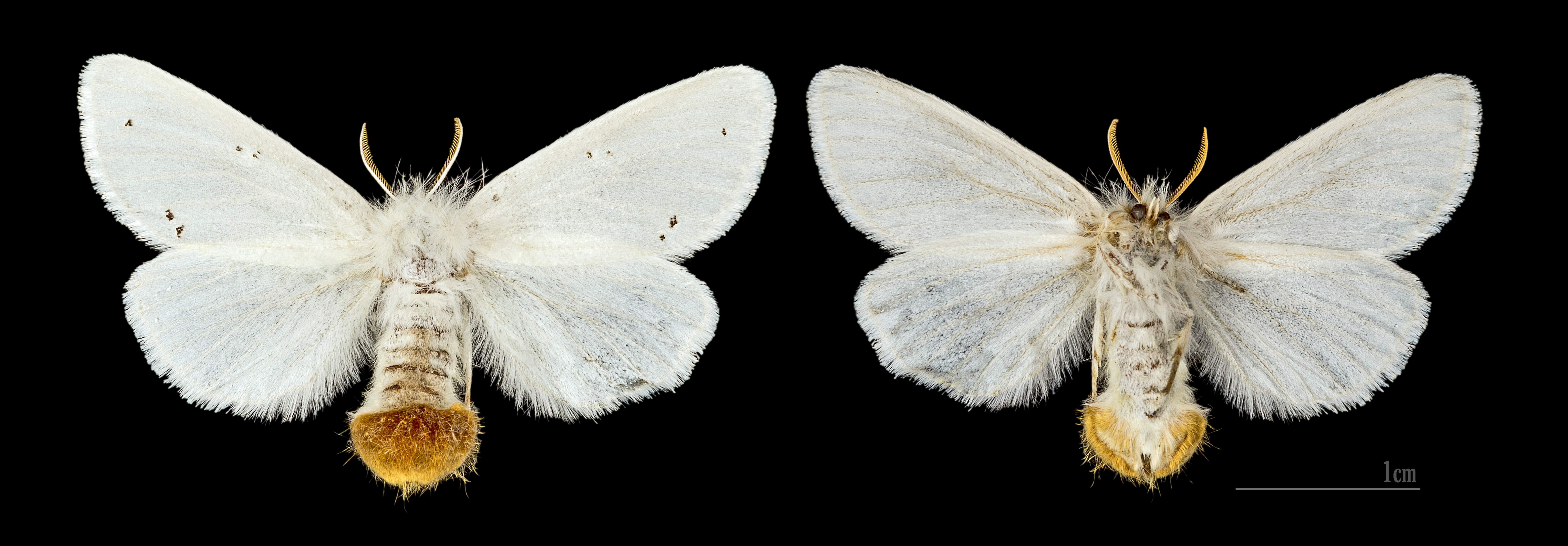
Femella
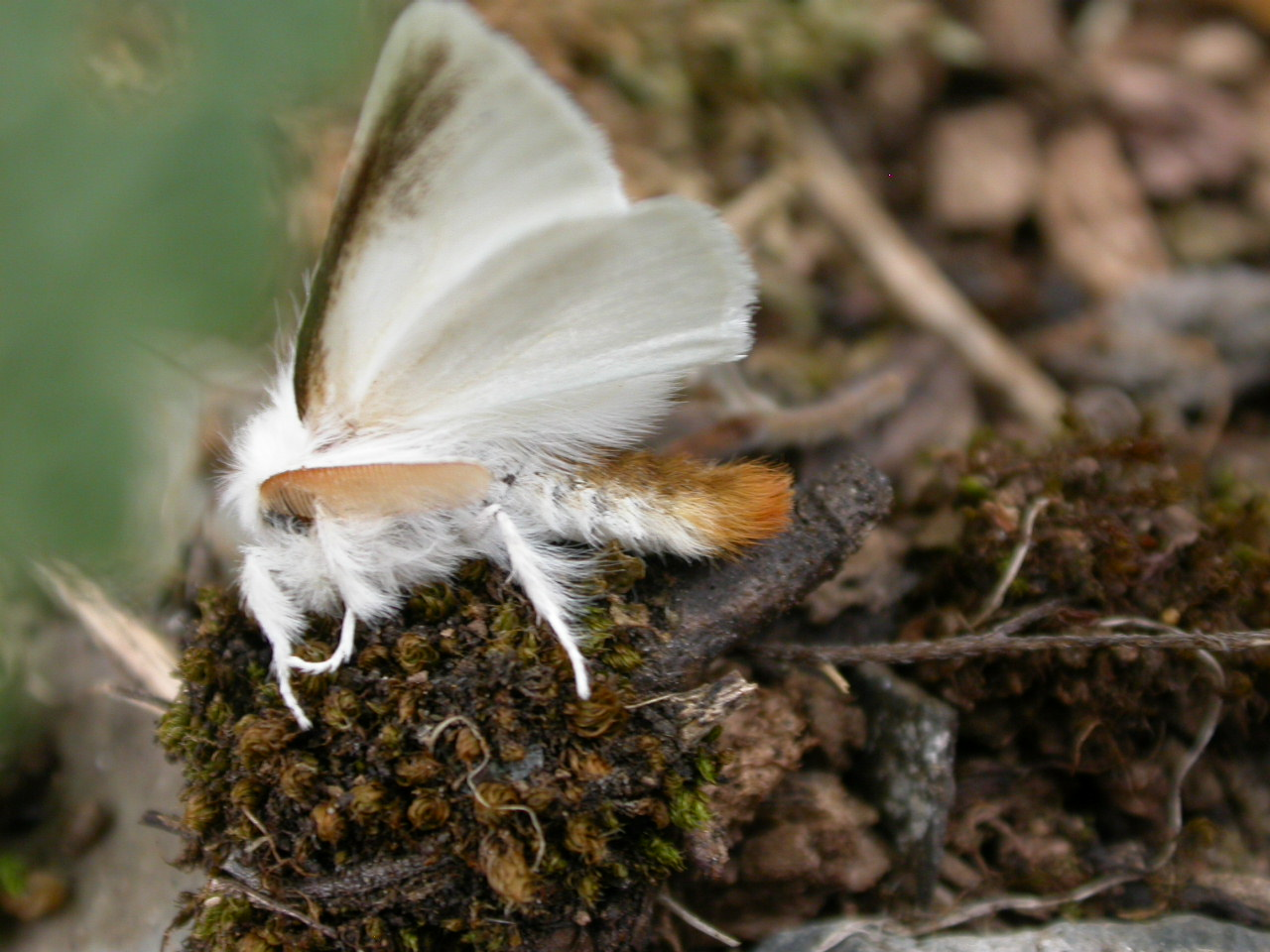
Euproctis chrysorrhoea
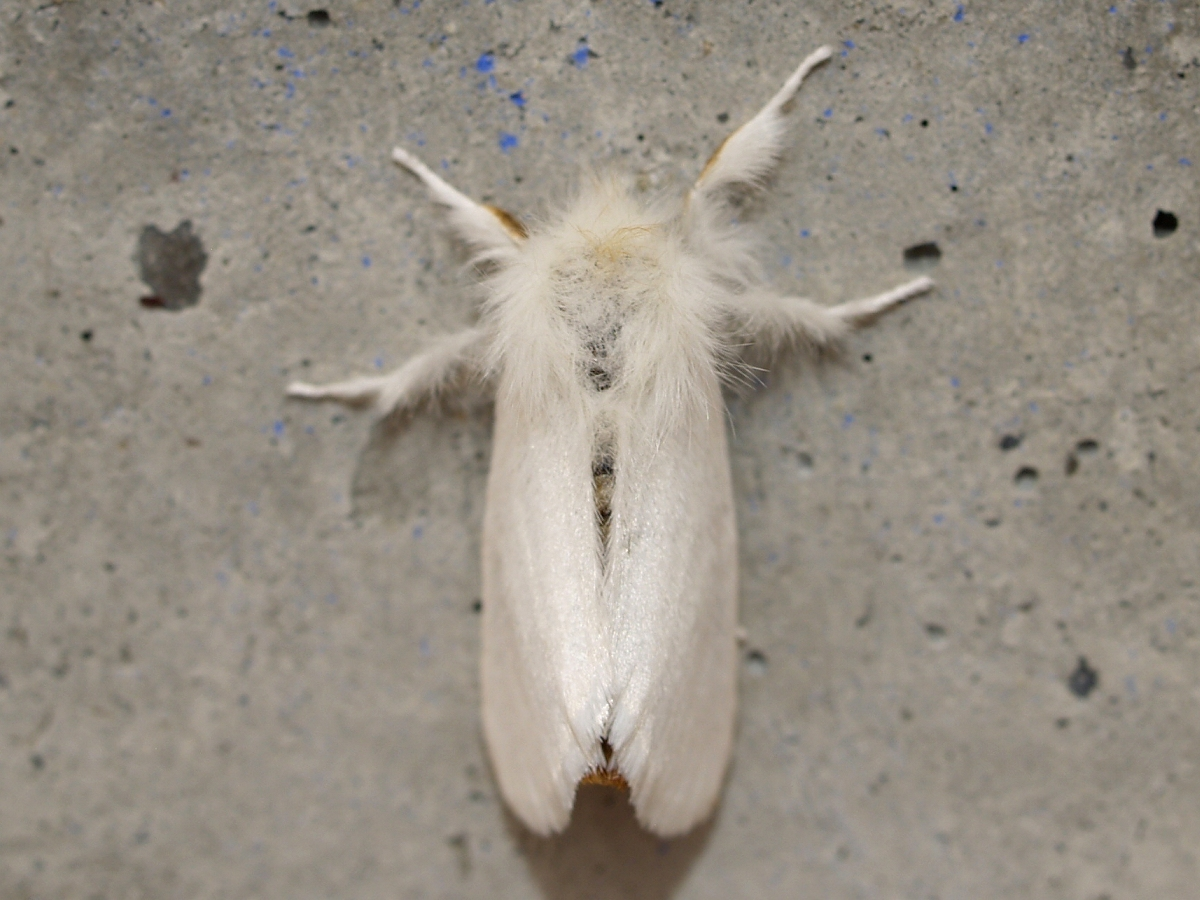
Euproctis chrysorrhoea